# Grete Heckscher
Grete Heckscher (* 8. November 1901 in Kopenhagen; † 6. Oktober 1987 in Horne) war eine dänische Fechterin. 

## Leben
Grete Heckscher nahm als eine von drei Däninnen 1924 an den Olympischen Spielen in Paris teil, wo sie im Teilnehmerfeld des erstmals ausgetragenen Einzelwettbewerbs im Florettfechten der Frauen stand. Die erste Runde beendete sie ungeschlagen als Gruppenerste, im Halbfinale wurde sie Gruppenzweite hinter Gladys Davis. In der Finalrunde erreichte sie hinter ihrer Landsfrau Ellen Osiier und Gladys Davis, gegen die sie jeweils verloren hatte, den dritten Platz und sicherte sich somit die Bronzemedaille.